# Mirmo!
Mirmo! (jap. わがまま☆フェアリー ミルモでポン! Wagamama Fairy Mirumo de Pon!) ist eine Manga-Serie der japanischen Zeichnerin Hiromu Shinozuka, die sich an junge Mädchen richtet und die damit der Shōjo-Gattung zuzuordnen ist. Sie wurde auch als Anime-Serie umgesetzt.

## Handlung
Kaede Minami ist ein 14-jähriges Mädchen, das in die 1. Klasse der Mittelschule geht. Sie ist seit 11 Monaten in den gutaussehenden Jungen Setsu Yuki verliebt. Anfangs ist sie sehr schüchtern und traut sich nicht einmal, ihm "Guten Morgen" zu sagen. Ihre beste Freundin Etsumi macht ihr zwar immer wieder Mut, doch so wirklich will das nicht anschlagen. Kaede ist nicht die Einzige, die für Yuki-kun schwärmt. Da ist auch noch die aufdringliche Azumi Hidaka, die sich andauernd an Yuki ranschmeißt und überhaupt kein Problem damit hat, ihn anzusprechen. Im Gegenteil. Doch Yuki ist von seiner "Anhängerin" sichtlich genervt und beachtet sie kaum.
So geht das schon sehr lange. Eines Tages kommt Kaedes Mutter von einer Reise zurück und bringt ihrer Tochter eine seltsame Tasse mit, die mit einem Liebeszauber belegt worden sei. Kaede entdeckt auf dem Boden der Tasse die Anleitung: „Denke ganz fest an deinen Wunsch, während du heißen Kakao in die Tasse gießt, und der Liebeself Mirmo wird dir deinen Liebeswunsch erfüllen.“ Noch glaubt Kaede, dass das mit dem Liebeself nicht ernst gemeint ist, doch kaum hat sie den Kakao in die Tasse gefüllt, kommt ein kleines niedliches Kerlchen herausgekrochen. Damit fängt alles erst an. Der rotzfreche Mirmo weigert sich anfangs strikt, Kaede ihren Wunsch zu erfüllen, und macht nichts anderes, als sich bedienen zu lassen, zu essen und zu schlafen. Elfen sind nur für den sichtbar, der sie gerufen hat. Später kommt auch noch Rirumu dazu, Mirmos Verlobte. Das mit der Verlobung haben die Väter der beiden beschlossen. Mirmo ist strikt dagegen, aber Rirumu ist damit überglücklich. Sie nistet sich bei Yuki-kun ein, womit die Elfen dann auch für ihn sichtbar sind. Auch der böse Yashichi lässt nicht lange auf sich warten und wird ausgerechnet von Hidaka gerufen … Damit ist der Ärger perfekt, da Yashichi und Hidaka allerlei Intrigen gegen Kaede planen, damit sie endlich von Yuki ablässt und Hidaka freie Bahn hat.
Auch Mirmos Bruder Murmo kommt schon bald zu Besuch, und es gefällt ihm so gut in der Menschenwelt, dass er sich auch einen Menschen sucht: Matsutake-kun, der reiche Junge, der von sehr vielen Mädchen der Schwarm ist. Er verliebt sich in Kaede, die ihm Murmos Tasse schenkt, damit sich Murmo bei ihm einnisten kann. Der freut sich natürlich über Kaedes Geschenk und gießt, wie in der Anleitung beschrieben, Tomatensaft in die Tasse, obwohl er ihn hasst. Schon krabbelt der kleine Murmo aus der Tasse und die beiden freunden sich an …
und wird trotz alledem unter dem ganzen Chaos von schlauen Elfen, bedröppelten Elfen, nervigen Elfen und helfenden Elfen Kaede am Ende mit ihrem Schwarm Yuki zusammenkommen?

## Veröffentlichungen
Mirmo! erschien in Japan von September 2001 bis Januar 2006 in Einzelkapiteln im auflagenstarken Manga-Magazin Ciao, in dem zur selben Zeit unter anderem auch Kiyoko Arais Beauty Pop veröffentlicht wurde. Der Shōgakukan-Verlag brachte diese Einzelkapitel ab Februar 2002 auch in zwölf Sammelbänden heraus.
Der Manga wurde in Taiwan, Hongkong, Singapur, Frankreich, Italien, Südkorea, Deutschland und in den Vereinigten Staaten veröffentlicht. Die deutsche Übersetzung erscheint seit Juli 2006 bei Carlsen Comics. Bisher sind zwölf Sammelbände erschienen.

## Erfolg und Auszeichnungen
Die Sammelbände verkauften sich in Japan über zwei Millionen Mal.
Shinozuka gewann für Mirmo! 2003 den Kōdansha-Manga-Preis. Der Manga war der erste Preisträger der in dem Jahr neu eingeführten Kategorie Kinder. 2004 wurde er mit dem Shōgakukan-Manga-Preis ausgezeichnet.

## Verfilmung
Von April 2002 bis September 2005 lief auf dem japanischen Fernsehsender TV Tokyo eine Anime-Fernsehserie auf Basis des Mangas. Die Serie, bei der Kenichi Kasai Regie führte, umfasst 172 Episoden und wurde ein großer Erfolg. Man strahlte die Serie auch in Südkorea, den Vereinigten Staaten, Brasilien, Taiwan, Malaysien, Mexiko, Italien, Hongkong, Spanien, China und auf den Philippinen aus.

### Synchronsprecher
| Rolle           | japanischer Sprecher (Seiyū) |
| --------------- | ---------------------------- |
| Kaede Minami    | Mai Nakahara                 |
| Mirumo          | Etsuko Kozakura              |
| Setsu Yuki      | Yukitoshi Tokumoto           |
| Murumo          | Rie Kugimiya                 |
| Yashichi        | Akiko Suzuki                 |
| Kaoru Matsutake | Sōichirō Hoshi               |
| Azumi Hidaka    | Hitomi                       |
| Rirumu          | Mayuko Omimura               |
| Saori Eguchi    | Risa Hayamizu                |